# Hadabei (köpinghuvudort i Kina, Liaoning Sheng, lat 40,34, long 123,15)
Hadabei är en köpinghuvudort i Kina. Den ligger i provinsen Liaoning, i den nordöstra delen av landet, omkring 160 kilometer söder om provinshuvudstaden Shenyang. Antalet invånare är 27 815. Befolkningen består av 13 309 kvinnor och 14 506 män. Barn under 15 år utgör 17,0 %, vuxna 15-64 år 72 %, och äldre över 65 år 9,0 %.
Runt Hadabei är det ganska tätbefolkat, med 108 invånare per kvadratkilometer. Närmaste större samhälle är Xiuyan, 11,5 km sydost om Hadabei. I omgivningarna runt Hadabei växer i huvudsak blandskog.
Genomsnittlig årsnederbörd är 1 190 millimeter. Den regnigaste månaden är juli, med i genomsnitt 387 mm nederbörd, och den torraste är januari, med 8 mm nederbörd.